# Don't Judge Me (FKA twigs, Headie One e Fred Again)
Don't Judge Me è un singolo dei cantanti britannici FKA twigs, Headie One e del produttore Fred Again, pubblicato il 26 gennaio 2021 dall'etichetta Young Turks.

## Antefatti
Il 25 gennaio 2021 la cantautrice britannica FKA twigs ha annunciato la pubblicazione di un nuovo singolo, intitolato Don't Judge Me, tramite il suo profilo Instagram. Nella didascalia del post sono stati annunciati anche i co-autori del brano (Headie One e Fred Again) e il regista del video musicale, Emmanuel Adjei.
Il singolo è da considerarsi un sequel di Judge Me (Interlude), brano realizzato dallo stesso trio e contenuto in Gang, mixtape di Headie One e Fred Again.

## Video musicale
Il videoclip è stato pubblicato in concomitanza con l'uscita del brano, il 26 gennaio 2021. Diretto da Emmanuel Adjei e FKA twigs, è stato in parte girato nei pressi della scultura di Kara Walker Fons Americanus: Twigs ha detto che «è stato un onore girare con la fontana di Kara Walkers per esplorare l'interconnessione della storia dei neri tra Africa, America ed Europa».
Nel video sono presenti delle scene in cui sia Twigs che Headie One combattono contro un nemico invisibile, alternate a momenti in cui viene inquadrata l'installazione di Walker circondata da ballerini e persone afroamericane. Il regista Adjei, proveniente dal suo lavoro nel lungometraggio Black Is King, ha spiegato che il nemico invisibile è in realtà la discriminazione razziale: «in questo documento audiovisivo FKA twigs e Headie One combattono contro le forze invisibili del pregiudizio e dell’oppressione sullo sfondo dell’enorme fontana d’ispirazione vittoriana Fons Americanus, che raffigura la storia dolorosa della schiavitù e della colonizzazione».

## Accoglienza
Marc Hogan di Pitchfork fa una comparazione con la prima versione del brano – l'interludio Judge Me contenuto nel mixtape di Headie One e Fred Again – affermando che la versione originale «sembra un abbozzo»; al contrario, questa versione del brano «inizia da lì e va oltre». Hogan elogia la rappata di Headie One e la regia di Emmanuel Adjei, che «porta la canzone a un livello ancora più alto». Anche Justin Curto di Vulture fa un paragone simile, ma si concentra maggiormente sulla prestazione di Twigs affermando che questa volta sembra trovarsi più a suo agio. Secondo Curto, questo miglioramento è dovuto alla produzione di Fred Again e al fatto che i tre artisti «non sono dovuti scendere a compromessi», come successo per Ego Death.

## Tracce
Testi di Tahliah Barnett, Irving Adjei e Fred Gibson, musiche di El Guincho e Fred Again.
1. Don't Judge Me – 3:34

## Formazione
- FKA Twigs – voce, testo
- Headie One – voce, testo
- Fred Again – produzione, testo
- El Guincho – produzione
- Jaycen Joshua – missaggio
- Colin Leonard – ingegneria